# 浅見公子
浅見 公子（あさみ きみこ、1933年3月16日 - ）は、日本の法学者。学位は、法学博士（北海道大学）。専門は比較法、英米の家族法に関する研究業績で知られる。成城大学名誉教授。北海道札幌市出身。

## 学歴
- 1945年 北海道庁立札幌高等女学校入学
- 1951年 北海道札幌東高等学校卒業
- 1956年 北海道大学法学部卒業
- 1958年 北海道大学大学院法学研究科修士課程修了
- 1961年 北海道大学大学院法学研究科博士課程修了

## 職歴
- 1961年 北海道大学法学部助手
- 1962年 東京大学社会科学研究所勤務（研究員）
- 1965年 日本女子経済短期大学講師
- 1966年 日本女子経済短期大学助教授
- 1967年 日本女子経済短期大学教授
- 1977年 神奈川大学法学部教授
- 1981年 成城大学法学部教授
- 1987年 成城大学大学院法学研究科教授
- 2004年 成城大学名誉教授